# كأس ألمانيا 1964–65
كأس ألمانيا 1964–65 (بالألمانية: DFB-Pokal 1964/65)‏ هو الموسم 22 من كأس ألمانيا. أشرف على تنظيمه اتحاد ألمانيا لكرة القدم، وكان عدد الأندية المشاركة فيه 32، وفاز فيه بوروسيا دورتموند.